# Ynysddu
Ynysddu är en community i Storbritannien.   Den ligger i kommunen Caerphilly och riksdelen Wales, i den södra delen av landet, 210 km väster om huvudstaden London.
Sångaren Ricky Valance föddes här 1936.